# Rio da Água Còracòra
O Rio da Água Côracôra é um curso de água do arquipélago de São Tomé e Príncipe, localizado no distrito de Lembá, ilha de São Tomé, corre para Este até encontrar o mar junto à Praia Còracòra.